# Maria Laura da Rocha
Maria Laura da Rocha (Río de Janeiro, 26 de septiembre de 1955) es una diplomática brasileña. Es la secretaria general de Relaciones Exteriores de Brasil, la primera mujer y afrobrasileña a asumir el cargo.

## Biografía
Maria Laura da Rocha nació en la ciudad de Río de Janeiro, en el año de 1955. Ella es hija de Arthur Veríssimo da Rocha y Laura Martins da Rocha.
Sus estudios universitarios fueran en Derecho por la Universidad Federal de Río de Janeiro.

### Carrera diplomática
Maria Laura da Rocha ingresó a la carrera diplomática en 1978, en el cargo de Tercera Secretaria. Rocha desempeñó como primera secretaria de la Embajada de Brasil en Roma entre 1992 y 1995. Ella regresó a Brasil para asumir los cargos de Coordinadora General de Documentación y, después, de Jefa de Gabinete de la Secretaría de Asuntos Estratégicos de la Presidencia de la República, funciones que ocupó hasta 1999.
En 1999, ella ocupó el cargo de Jefe de Gabinete del Ministerio Extraordinario de Proyectos Especiales.
Ella fue Jefa de Gabinete del Ministerio de Ciencia y Tecnología de Brasil entre 1999 y 2002. En el mismo tiempo, fue sustituta del Ministro de estado de Ciencia y Tecnología. En 2000, Maria Laura da Rocha defendió su tesis en el Curso de Estudios Superiores del Instituto Rio Branco, titulada “Diplomacia, Tecnología y Defensa: Itamaraty y la Captura Internacional de Tecnología Sensible para el Sector Aeroespacial”, uno de los requisitos necesarios para la ascensión funcional en el carrera diplomática. . Fue ascendida a Ministra de Segunda Clase en el mismo año.
En 2010, Rocha fue nombrada jefa de la Delegación Permanente de Brasil ante la UNESCO y, en 2014, ella fue trasladada a Roma, donde ocupó el cargo de Representante Permanente de Brasil ante la FAO.
Ella ocupó el cargo de embajadora de Brasil en Bucarest, cuando en diciembre de 2022, Maria Laura da Rocha fue anunciada por el futuro canciller Mauro Vieira como secretaria general del Itamaraty, siendo la primera mujer en ocupar el cargo. Ella asumió en el cargo en cuestión, Secretaria General de Relaciones Exteriores, el 5 de enero de 2023, señalando que Itamaraty aplicará políticas de diversidad de género y raza para el ministerio.